# بال جيرهارد اولسن
بال جيرهارد اولسن (بالنرويجية البوكمول: Pål Gerhard Olsen)‏ هو مؤلف نرويجي، ولد في 1 نوفمبر 1959 في برغن في النرويج.